# Oves
Oves (Avena) je obilnina pěstovaná na zrno, dále jako zelená píce či krycí plodina. Oves je jednoděložná rostlina z čeledi lipnicovité (Poaceae). Z ovesné mouky se připravuje různé pečivo, ovesné vločky jsou v euroamerické společnosti oblíbeným základem zdravých pokrmů, ovesný šrot se zkrmuje a ovesná sláma se hlavně stele. Oves, společně s pšenicí, ječmenem a žitem je jednou z nejrozšířenějších obilnin mírného pásma. 

## Popis
Oves je jednoletá jednoděložná zelená bylina s přímým stéblem a plochými, v pupenu svinutými listy. Listy mají krátký jazýček bez oušek. Květní lata je rozkladitá, volná, jednotlivé klásky převislé, velké a oboupohlavní. Velké, sedmi- až jedenáctižilné plevy kryjí celý klásek, plucha ze hřbetu s dlouhou osinou, jen výjimečně bez osiny (tzv. "smeták").

## Historie
Oves je doložen již v archeologických nálezech z doby bronzové.

## Významné ovsy
- oves setý (Avena sativa) - zaujímá asi 90 % veškerých osevních ploch ovsa
- oves byzantský (A. byzantina) - zabírá zbylých 10 % osevních ploch
- oves nahý (A. nuda)
- oves habešský (A. abyssinica) - pěstován v Etiopii